# فانو آدریانو
فانو آدریانو (به ایتالیایی: Fano Adriano) یک کومونه در ایتالیا است که در استان تیرامو واقع شده‌است.

## خصوصیات
فانو آدریانو ۳۵ کیلومترمربع مساحت و ۴۰۷ نفر جمعیت دارد و ۷۴۵ متر بالاتر از سطح دریا واقع شده‌است.